# Typhlopagurus
Typhlopagurus is een geslacht van kreeftachtigen uit de klasse van de Malacostraca (hogere kreeftachtigen).

## Soort
- Typhlopagurus foresti de Saint Laurent, 1972